# Hanna Pysmenska
Hanna Serhivna Pysmenska (en ucraniano: Ганна Сергіївна Письменська; Vínnytsia, 12 de marzo de 1991) es una deportista ucraniana que compite en saltos de trampolín.
En los Juegos Europeos de Cracovia 2023 consiguió una medalla de oro en la prueba de equipo mixto. Ganó siete medallas en el Campeonato Europeo de Natación entre los años 2010 y 2024.
Participó en tres Juegos Olímpicos de Verano, entre los años 2008 y 2020, ocupando el séptimo lugar en Pekín 2008 y el sexto en Londres 2012, en la prueba de trampolín sincronizado.

## Palmarés internacional
| Juegos Europeos    | Juegos Europeos          | Juegos Europeos   | Juegos Europeos      |
| Año                | Lugar                    | Medalla           | Prueba               |
| ------------------ | ------------------------ | ----------------- | -------------------- |
| 2023               | Rzeszów (Polonia)        | Medalla de oro    | Equipo mixto         |
| Campeonato Europeo |                          |                   |                      |
| Año                | Lugar                    | Medalla           | Prueba               |
| 2010               | Budapest (Hungría)       | Medalla de plata  | Trampolín 3 m sincro |
| 2012               | Eindhoven (Países Bajos) | Medalla de plata  | Trampolín 3 m sincro |
| 2013               | Rostock (Alemania)       | Medalla de plata  | Trampolín 3 m sincro |
| 2014               | Berlín (Alemania)        | Medalla de bronce | Trampolín 3 m sincro |
| 2017               | Kiev (Ucrania)           | Medalla de oro    | Trampolín 3 m        |
| 2019               | Kiev (Ucrania)           | Medalla de bronce | Trampolín 3 m sincro |
| 2024               | Belgrado (Serbia)        | Medalla de plata  | Equipo mixto         |